# Gele kruiper
De gele kruiper (Harpalus flavescens) is een keversoort uit de familie loopkevers (Carabidae). De wetenschappelijke naam van de soort werd in 1783 gepubliceerd door Mathias Piller & Ludwig Mitterpacher von Mitterburg.